# Peter Doak
Peter John Doak OAM (* 9. März 1944 im Bundesstaat Victoria) ist ein ehemaliger australischer Schwimmer. Er gewann bei Olympischen Spielen eine Bronzemedaille und bei Commonwealth Games eine Goldmedaille.

## Sportliche Karriere
Doak besuchte die North Geelong State School und das Geelong College.
1962 fanden in Perth die British Empire and Commonwealth Games 1962 statt. Über 110 Yards Freistil siegte der Kanadier Richard Pound vor dem Schotten Robert McGregor und dem Australier David Dickson. Mit mehr als einer Sekunde Rückstand auf McGregor und Dickson schlug Doak als Vierter an. Die 4-mal-110-Yards-Freistilstaffel mit David Dickson, Peter Doak, Peter Phelps und Murray Rose gewann vor den Kanadiern und den Engländern.
Bei den Olympischen Spielen 1964 in Tokio trat Doak nur in den Freistilstaffeln an. In der 4-mal-100-Meter-Freistilstaffel erreichten die Australier mit der zweitschnellsten Vorlaufzeit das Finale. Dort siegte die Staffel aus den Vereinigten Staaten vor der deutschen Staffel, dahinter schlugen die Australier als Dritte an. In Vorlauf und Endlauf schwammen David Dickson, Peter Doak, John Ryan und Robert Windle. Zum Abschluss der Wettkämpfe wurde die 4-mal-200-Meter-Freistilstaffel ausgetragen. Im Vorlauf schwammen Peter Doak, John Ryan, John Konrads und David Dickson die achtschnellste Zeit. Im Finale siegte wieder die US-Staffel vor den Deutschen, Bronze ging an die japanische Staffel. Etwa zwei Sekunden hinter den Japanern wurden David Dickson, Allan Wood, Peter Doak und Robert Windle Vierte. 1967 wurde Doak australischer Meister über 110 Yards Freistil.
Peter Doak blieb als Altersklassenschwimmer und als Trainer und Funktionär im Ehrenamt seinem Sport auch nach der Leistungssportkarriere verbunden. 2014 wurde er mit der Medal of the Order of Australia ausgezeichnet.